# Allium nemrutdaghense
Allium nemrutdaghense är en amaryllisväxtart som beskrevs av Kit Tan och Sorger. Allium nemrutdaghense ingår i släktet lökar, och familjen amaryllisväxter. Inga underarter finns listade i Catalogue of Life.